# University Club Tower (Milwaukee)
La University Club Tower es una torre de condominios en Milwaukee, Wisconsin. Con 136 metros de altura, es el cuarto edificio más alto de Wisconsin y el edificio residencial más alto. Está ubicado en el vecindario East Town de Milwaukee, adyacente a la costa del lago Míchigan.
La torre tal como se planeó originalmente fue diseñada por Santiago Calatrava y debía tener solo 25 pisos, es decir 11 menos de los que finalmente tuvo. Ese plan se canceló debido a preocupaciones sobre el estacionamiento y su potencial para obstruir las vistas del lago. Sin embargo, el proyecto se reactivó bajo la dirección de  Skidmore, Owings and Merrill en junio de 2002 y se rompió el terreno dos años después.
La torre está construida en un terreno propiedad del Club Universitario de Milwaukee. Está adyacente al Club, y el centro de salud de la torre sirve como centro de salud para los miembros del club.